# Krottenkopf (bergstopp)
Krottenkopf är en bergstopp i Österrike.   Den ligger i distriktet Reutte och förbundslandet Tyrolen, i den västra delen av landet, 500 km väster om huvudstaden Wien. Toppen på Krottenkopf är 2 656 meter över havet.
Terrängen runt Krottenkopf är huvudsakligen bergig, men den allra närmaste omgivningen är kuperad. Runt Krottenkopf är det ganska glesbefolkat, med 26 invånare per kvadratkilometer.. Närmaste större samhälle är Mittelberg, 15,2 km väster om Krottenkopf. 
I omgivningarna runt Krottenkopf växer i huvudsak barrskog.